# ぶたが逃げた
『ぶたが逃げた』（ぶたがにげた）は、日本の楽曲。作詞：宮沢章二、作曲・編曲：小田啓義、歌：ジャッキー吉川とブルー・コメッツ（「ブルー・コメッツ」名義）。
1968年10月 - 11月、NHKの『みんなのうた』で紹介。町に売られた親豚を追い、子豚が村から逃げ出すも、鈍足ゆえにカラスに笑われ、道に迷った挙句に空腹で倒れ、夜は涙をこらえながら道端で眠ると、様々な障害にぶつかりながら、「明日は誰かが拾ってくれる」と子豚を励ますといった内容の楽曲。映像はモノクロで、アニメーションは「アンクルトリス」で知られる柳原良平。柳原は他にも『いいやつみつけた』『トトトの歌』などといった『みんなのうた』楽曲のアニメを制作している。
当時NHK出演が許されたブルコメの唯一の『みんなのうた』出演だが、DVDやCD（ブルコメ関連も）には収録されていない。また再放送は1969年2月 - 3月の1回きりだったが、「みんなのうた発掘プロジェクト」で音声が提供され、2021年12月にラジオのみで再放送される。このほか、1969年1月2日には『特集みんなのうた』でも再放送された。
現在は日本放送出版協会発売の『NHKみんなのうた』第9巻に楽譜が収録されている。
世界文化社発行の「ドレミファブック」には、熊倉一雄の歌唱で収録されている（編曲：山内正治）。
2016年12月24日放送分の『エンタの神様』では「我が家」のコントのBGMとして使用された。

## 参考資料
- みんなのうた（公式サイト）[要文献特定詳細情報]
- みんなのうた缶（非公式サイト）[要文献特定詳細情報]